# Tribunal Administrativo e Fiscal de Viseu
O Tribunal Administrativo e Fiscal de Viseu é um tribunal português, sediado em Viseu, pertencente à jurisdição administrativa e tributária.
Este tribunal tem jurisdição sobre os seguintes municípios do distrito de Viseu:
- Viseu (sede)
- Armamar
- Carregal do Sal
- Castro Daire
- Cinfães
- Lamego
- Mangualde
- Moimenta da Beira
- Mortágua
- Nelas
- Oliveira de Frades
- Penalva do Castelo
- Penedono
- Resende
- Santa Comba Dão
- São João da Pesqueira
- São Pedro do Sul
- Sátão
- Sernancelhe
- Tabuaço
- Tarouca
- Tondela
- Vila Nova de Paiva
- Vouzela

O distrito de Aveiro integrou a área de jurisdição do Tribunal Administrativo e Fiscal de Viseu até 2003, quando foi criado o Tribunal Administrativo e Fiscal de Aveiro.
O Tribunal Administrativo e Fiscal de Viseu está integrado na área de jurisdição do Tribunal Central Administrativo Norte.